# Iglesia de San Roque (Torrechiva)

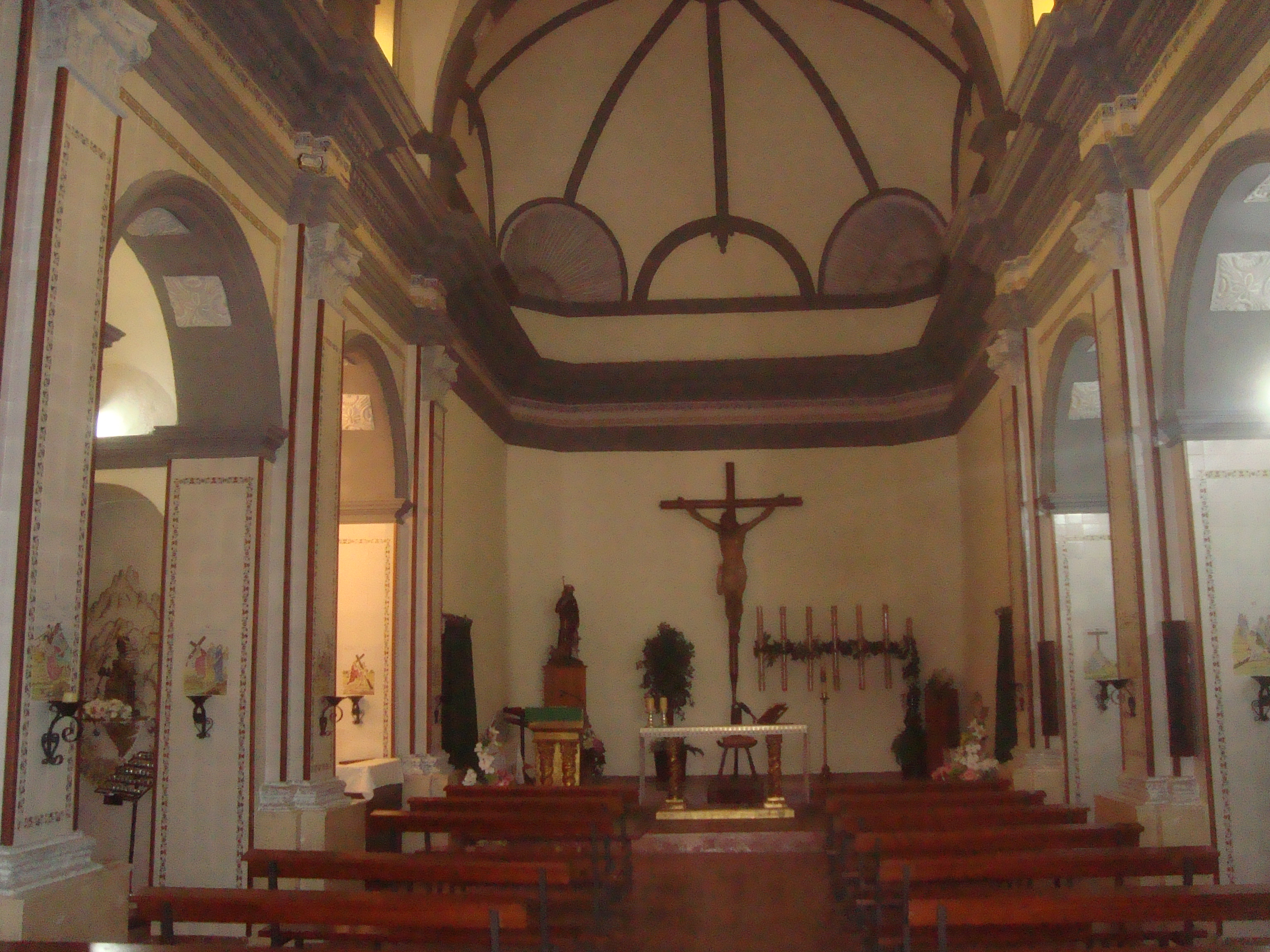
Iglesia Parroquial de San Roque del municipio de Torrechiva.

La iglesia parroquial de San Roque es un templo católico de Torrechiva (Castellón), que está protegido como Bien de Relevancia Local. Se encuentra en la plaza de la Iglesia.
Está protegido como Bien de Relevancia Local según la Disposición Adicional Quinta de la Ley 5/2007, de 9 de febrero, de la Generalidad Valenciana, que modificó la Ley 4/1998, de 11 de junio, del Patrimonio Cultural Valenciano (DOCV Núm. 5.449 / 13/02/2007).
Fue construida en el siglo XVIII.
El edificio consta de una nave, con capillas laterales y crucero. La fachada presenta un portal adintelado. Tiene una torre campanario. Es de estilo dórico, pequeño y con altar churrigueresco.